# Christoph Mülleneisen junior
Christoph Mülleneisen jr. (* 22. Dezember 1887 in Köln als Theodor Maria Mülleneisen; † 14. April 1948 in Lobberich) war ein deutscher Filmproduzent.

## Leben und Wirken
Der Sohn des Produzenten Christoph Mülleneisen sr. (1866–1925) war in Belgien, der Schweiz, England und auf den Kanarischen Inseln zur Schule gegangen. Auf den Kanaren hatte er überdies als Sekretär und stellvertretender Vizekonsul des kaiserlichen deutschen Vizekonsulats gedient, wirkte aber auch als Zahlmeister bei Schifffahrtslinien, die zwischen den Inseln kreuzten. Zwischen 1907 und 1909 hielt er sich in der französischen Kolonie Elfenbeinküste auf, 1910/11 unternahm er eine Reise durch die USA und nach Kanada mit dem Auftrag, in Kanada Grundbesitz zu erwerben.
Über seinen Vater lernte er gleich im Anschluss daran, noch vor dem Ersten Weltkrieg, die Filmbranche kennen. 1914 gründete er in Berlin die Colonia Films Christoph Mülleneisen jr. und wurde zudem Geschäftsführer bei der Continental Kunstfilm GmbH. Im Auftrag seines Vaters wirkte Mülleneisen Junior erst in Köln, dann in Berlin und gegen Ende des Krieges, 1918, auch in Konstantinopel, wo er mit der Distribution deutscher Filme betraut worden war. Nach Kriegsende gelang ihm auf abenteuerlichen Wegen die Heimreise nach Deutschland.
Im Juli 1919 gründete er die Cinéma Film Vertriebsgesellschaft m.b.H. Gegenstand des Unternehmens war der An- und Verkauf von Filmen und alle den Filmhandel betreffenden Geschäfte.
Nach dem Tode des Vaters 1925 übernahm Mülleneisen jr. die Geschäftsführung, mit Beginn der Tonfilm-Ära – seine erste wichtige Aktivität war 1930 die eines Finanziers des Weltkriegs-Films 1914, die letzten Tage vor dem Weltbrand von Richard Oswald – war er in Berlin auch direkt mit der Filmproduktion (Elite-Tonfilm-Produktion GmbH, MR Film GmbH) betraut. Sein erster großer künstlerischer Erfolg wurde Max Ophüls’ von der Kritik gepriesene Schnitzler-Verfilmung Liebelei, die er unmittelbar vor Machtantritt der Nationalsozialisten umsetzen ließ.
Im März 1935 beteiligte sich Mülleneisen als Gesellschafter an der Majestic Film GmbH. Infolge der Arisierung wurde er im April 1936 Geschäftsführer der Firma.
Nach einem Gesellschafterbeschluss vom 29. September 1939 wurde die alte Majestic Film aufgelöst und in die Majestic Film Mülleneisen & Tapper OHG umgewandelt. Im Zuge der Auflösung der letzten verbliebenen privaten Produktionsfirmen 1941/42 wurde auch die Majestic von der staatlichen Berlin-Film absorbiert, und Mülleneisen bildete zusammen mit Kompagnon Franz Tapper eine gemeinsame Herstellungsgruppe. Im Herbst 1943 zog sich Christoph Mülleneisen jr. aus dem von schweren Bombardements heimgesuchten Berlin in die Heimat seiner Ehefrau nach Lobberich bei Viersen in Nordrhein-Westfalen zurück, seine Frau starb am 19. Februar 1944 durch eine fehlgeleitete V1-Rakete.
Nach dem Eintreffen der britischen Besatzungstruppen wurde er von der Militärbehörde zum Chef der Kreisverwaltung ernannt. Von Juni 1945 bis Mai 1946 wirkte er als Landrat des Kreises Kempen-Krefeld. Zu dieser Zeit hatte sich Mülleneisen ein neues berufliches Standbein als Kaufmann aufgebaut, schloss Beratungsverträge und kümmerte sich im Auftrag von Firmen um den Wiederaufbau des Exportgeschäftes. 2007 widmete ihm der Kreis Viersen die 42. Prägung seiner Gedenkmedaille. In  Lobberich ist die „Landrat-Mülleneisen-Straße“ nach ihm benannt.

## Filmografie (als Produzent)
- 1931: Der Herr Bürovorsteher
- 1931: Holzapfel weiß alles
- 1932: Goldblondes Mädchen, ich schenk’ Dir mein Herz -- Ich bin ja so verliebt…
- 1932: Teilnehmer antwortet nicht
- 1932: Die Gräfin von Monte Christo
- 1932: Eine Stadt steht kopf
- 1933: Liebelei
- 1936: Eine Frau ohne Bedeutung
- 1938: Mit versiegelter Order
- 1938: Fünf Millionen suchen einen Erben
- 1938: Tanz auf dem Vulkan
- 1938: Verwehte Spuren
- 1939: Silvesternacht am Alexanderplatz
- 1939: Die Reise nach Tilsit
- 1939: Was wird hier gespielt ?
- 1939/41: Pedro soll hängen
- 1940: Casanova heiratet
- 1940: Herz modern möbliert
- 1940: Kopf hoch, Johannes!
- 1941: Frau Luna
- 1941: Was geschah in dieser Nacht ?
- 1942: Liebeskomödie
- 1943: Die heimlichen Bräute
- 1944: Die Affäre Roedern

## Nachlass
Der Nachlass Mülleneisens ist zum großen Teil verloren. Der verbliebene kleine Rest wurde im Juli 2004 von seiner Enkelin und seinem Enkel dem Kreisarchiv Viersen als Schenkung übergeben. Filmgeschichtlich relevante Unterlagen sollten im Original dem Filmmuseum Berlin weitergegeben werden. Der Nachlass wurde noch 2004 verzeichnet. Er ist online im Archivportal NRW recherchierbar.